# Břidlicový plyn

48 pánví plynu ve 38 zemích, podle agentury U.S. Energy Information Administration

Břidlicový plyn je zemní plyn nahromaděný ve formacích břidlic. Břidlicový plyn se stal ve Spojených státech amerických od počátku 21. století významným zdrojem zemního plynu, jehož význam stále narůstá. Zájem o tyto zdroje nekonvenčního plynu se rozšířil i v ostatních částech světa. Podle jednoho odborníka lze očekávat, že břidlicový plyn uspokojí až polovinu dodávek zemního plynu v Severní Americe v roce 2020. A od roku 2017 USA vyvíjely snahu předhonit v produkci ropy Saúdskou Arábii díky nekonvenční břidlicové ropě.
Podle některých odborníků břidlicový plyn podstatně rozšíří dodávky zdrojů energie ve světovém měřítku. Studie Bakerova Institutu pro veřejné vztahy na Rice Univerzitě přišla k závěru, že vzrůstající produkce břidlicového plynu ve Spojených státech amerických a v Kanadě by mohla zabránit tomu, aby Rusko a země Perského zálivu diktovaly vyšší ceny za zemní plyn, který vyvážejí do Evropy. Obamova administrativa věřila, že zvýšená produkce břidlicového plynu pomůže snižovat tvorbu skleníkových plynů. Jiné studie přišly s názorem, že těžba a užívání břidlicového plynu může mít za následek uvolňování většího množství skleníkových plynů, než vzniká při užití konvenčního zemního plynu, ačkoliv další studie  kritizovaly tyto názory proto, že počítaly s nerealistickými úniky plynu a přeceňováním potenciálu globálního oteplování metanu. Jiné studie poukazovaly na výrazné poklesy produktivity některých vrtů na břidlicový plyn jako na indikaci, že celková produktivita může být nakonec značně nižší, než s jakou se počítalo v projektech.

## Historie břidlicového plynu
Břidlicový plyn se prvně těžil jako surovina ve Fredonii, ve státu New York v roce 1825 z úseku mělkých trhlin pod nízkým tlakem. Těžba v průmyslovém měřítku začala až v sedmdesátých letech 20. století, kdy klesající produkce plynu z konvenčních ložisek přiměla federální vládu Spojených států amerických k investici do R&D a zkušebních projektů které nakonec vedly k hloubení směrově řízených a horizontálních vrtů, k mikroseismickému zobrazování zájmových úseků a rozsáhlému hydraulickému frakování. Firmy Mitchell Energy a Texaská plynová společnost použily všechny výše uvedené technologie frakování břidlic v podzemním okolí vrtů v roce 1998, s použitím nového procesu označeného jako "slick-water fracturing" (frakování pomocí “kluzké vody”).. Od té doby podíl břidlicového plynu na celkově sumě zdrojů primární energie ve Spojených státech vykazoval nejrychlejší přírůstky a vedl řadu dalších zemí k vyhledávání ložisek břidlicových plynů. Podle zdrojů IEA, ekonomická těžba břidlicového plynu více než dvojnásobně zvyšuje projektovaný produkční potenciál přírodního plynu ze 125 let na více než 250 let.

## Geologie

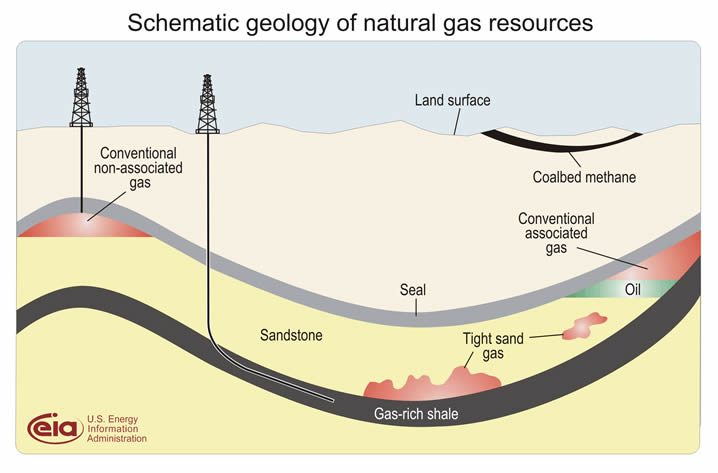
Ilustrace ložiska břidlicového plynu ve srovnání s dalšími typy ložisek plynu.

Protože se ropné břidlice obvykle vyznačují nedostatečnou porozitou nutnou pro únik plynu do vrtu, nejsou většinou tyto břidlice komerčním zdrojem plynu. Břidlicový plyn je jedním z několika druhů nekonvenčních zdrojů přírodního plynu, jako je metan vázaný na uhelné sloje, porézní pískovce a hydrát metanu. Oblasti s výskytem břidlicového plynu se často označují jako resource plays (zdrojové objekty) (v protikladu k průzkumným objektům). Geologické riziko negativního výsledku při vyhledávání plynu je nízké u zdrojových objektů, avšak potenciál zisku na úspěšný vrt je obvykle dosti nízký.[zdroj?]
Protože břidlice se vyznačují nízkou propustností, je nutné použít hydraulické štěpení (frakování) horniny, aby se vytvořily umělé praskliny v hornině, a tím se zajistila průchodnost pro plyn a jeho produkci v komerčním množství. Ve skutečnosti se břidlicový plyn těžil po léta z břidlic postižených přírodním frakováním. Současný globální nárůst těžby břidlicového plynu je založen na moderní technologii velmi dlouhých horizontálních vrtů ve spojení s vícestupňovým hydraulickým štěpením v horizontální části vrtu.
Břidlice obsahující ekonomická množství plynu vykazují řadu společných znaků. Jsou bohaté organickým materiálem (0,5 % až 25 %), a představují obvykle zralé zdrojové horniny ropy v režimu tepelného plynového okna, kde poměrně vysoká teplota a tlak vedly k přeměně ropy na přírodní plyn. Jsou dostatečně křehké a dosti pevné na to, aby se zachovaly otevřené fraktury. V některých úsecích jsou nejproduktivnější polohy s poměrně vysokou přírodní gama radiací, protože toto radioaktivní záření často koreluje s vysokým obsahem organického uhlíku.[zdroj?]
Část plynu je zadržena v přírodních trhlinách, část v pórech hornin a část je adsorbována na organické látky. Plyn v trhlinách se uvolňuje okamžitě; plyn vázaný na organické látky se uvolňuje vlivem snížení tlaku způsobeným vrtem. [zdroj?]

## Environmentální dopady – životní prostředí
Environmentální dopady hydraulického frakování ve vrtech zahrnují možnou kontaminaci podzemní vody, nepříznivé ovlivnění kvality ovzduší, možné úniky plynů a migraci použitých chemikálií k povrchu, možné chyby v zacházení s odpadními materiály a možné zdravotní dopady těchto faktorů včetně rakovinových účinků. Byly dokumentovány četné případy kontaminace podzemní vody. S prudkým nárůstem vrtů na zemní plyn v USA Valerie Brown předpověděla v r. 2007, že “vystavení obyvatel různým chemikáliím použitým při získávání zdrojů energie se v příštích několika letech zvýší, s neznámými důsledky".
Environmentální dopad hydraulického frakování je nutné vidět v širším kontextu. Tato technologie se používá již několik desítek let při těžbě z kolektorů s nízkou propustností. Co je na současném trendu nového je to, že frakování se začalo aplikovat na velmi dlouhé horizontální vrty, často až několik kilometrů dlouhé. Pokud je ložisko mělké, zdá se pravděpodobně, že umělé trhliny by mohly zasáhnout do mělčích vrstev, které obsahují aquifery pitné vody. Chemikálie používané při frakování by potom zdroj pitné vody kontaminovaly. Pokud je ložisko hluboké, například 5 km, zdá se nepravděpodobné, že by umělé trhliny měly schopnost postoupit až do tak mělkých hloubek, kde by mohly kontaminovat pitnou vodu. [zdroj?]

### Ovlivnění klimatu
Prezident USA Barack Obama občas podporoval těžbu břidlicového plynu, zčásti pod vlivem předpokladu, že bude snižovat emise skleníkových plynů ve srovnání s ostatními fosilními palivy, avšak odborníci zdůrazňovali nutnou opatrnost v tomto směru. V květnu 2010 zaslal výbor prezidentů Vědeckých společností prezidentovi Obamovi dopis zdůrazňující nutnou obezřetnost při uplatňování národní strategie rozvoje těžby břidlicového plynu bez spolehlivějších vědeckých podkladů pro prosazování této strategie. Tato nadoborová organizace reprezentující více než 1.4 milionu vědeckých odborníků poznamenala, že břidlicový plyn může ve skutečnosti spíše zhoršit globální oteplování, než by ho omezoval.[zdroj?]
V pozdní části roku 2010 Environmental Protection Agency (Agentura pro ochranu životního prostředí USA) zveřejnila novou zprávu o faktorech emise skleníkových plynů těžaři nafty a plynu od r. 1996. V této zprávě agentura EPA sděluje, že těžba břidlicového plynu uvolňuje větší množství metanu, významné komponenty skleníkových plynů, než těžba konvenčního plynu, avšak stále méně než vzniká při užívání uhlí. Metan zůstává v zemské atmosféře jen desetinu času ve srovnání s oxidem uhličitým. Současné (2009) informace naznačují, že metan má stopětkrát větší potenciál globálního oteplování (PGO) než CO2 během 20leté periody a 33krát větší z pohledu 100leté periody (ve srovnání ekvivalent. množství). Avšak Mezivládní panel pro změnu klimatu, vrcholně odborná autorita v této tematice, připisuje metanu PGO jen 25 pro stoletou periodu a 72 pro 20letou periodu. V r. 2011 byly publikovány rozporné odborné články o hodnocení vlivu těžby břidlicových plynů ve srovnání s užíváním konvenčního plynu a uhlí. Rozpory se týkají zejména úniku metanu při těžbě a produkce CO2 při spalování tradičních surovin.

### Kvalita vody a ovzduší
V procesu podpovrchového frakování za účelem uvolnění plynu se přidávají do vody chemikálie podporující průběh frakování. Do vody se přidává asi 0,5 % chemikálií (látky pro snižování tření, látky zamezující rezivění a látky likvidující mikroorganismy). Protože (v závislosti na velikosti území) se používají až miliony litrů vody, znamená to, že do hornin (příp. půdy) je zaváděno statisíce litrů chemikálií. Pouze asi jen 50% až 70% celkového objemu kontaminované vody je získáno zpět a uloženo pro odvoz. Zbývající "provozní voda" zůstává v zemi, kde může způsobovat kontaminaci podzemní vody, i když podle těžebních firem je to považováno za “velmi nepravděpodobné”. Podle studií z roku 2015 ke kontaminaci pitné vody skutečně dochází, byť v nízkých koncentracích. Odpadní voda z těchto provozů často zapáchá a může kontaminovat povrchovou vodu těžkými kovy.
Vedle užití vody a chemikálií je možné uvolňovat plyn jen pomocí zkapalněného plynu propanu. V tomto případě se významně snižuje zátěž na životní prostředí. Tuto metodu vyvinula firma GasFrac z Alberty, Kanada.
Dokumentární film Gasland, který režíroval v roce 2010 Josh Fox, USA, zaměřující se na následky hydraulického frakování, je kritický vůči tvrzení těžařů o bezpečnosti a vůči vyjmutí ze zákona “Bezpečná pitná voda” (Safe Drinking Water Act) v rámci Energy Policy Act z roku 2005.[zdroj?]
Studie z května 2011 uzavírá, že hydrofrakování vedlo k vážnému znečištění zdrojů mělké podzemní vody v severozápadní Pensylvánii hořlavým metanem (podzemní vodu nelze znečistit metanem už proto, že do koncentrace 80 % metanu ve vzduchu je dýchání pro člověka bezpečné). Avšak studie nediskutuje otázku do jaké míry vážné by mohlo být znečištění v jiných územích, kde se podnikly vrty na břidlicový plyn.
Agentura ochrany přírody v USA (United States Environmental Protection Agency (EPA)) oznámila 23.6. 2011 že ověří hlášené kontaminace vody se vztahem k těžbě plynu hydrofrakování na území Texasu, Severní Dakoty, Pensylvánie, Colorada a Louisiany. V prosinci 2011 vydala EPA předběžnou zprávu sdělující, že kontaminace podzemní vody na lokalitě Pavillion ve Wyomingu by mohla být důsledkem procesu frakování v tomto území. Agentura prohlásila, že toto zjištění platí specificky pro území Pavillion, kde se použily jiné metody frakování než v ostatních územích. Mluvčí za společnost činnou v území Pavillion prohlásil, že není jasné, zda kontaminace pochází z procesu frakování Guvernér Wyomingu Matt Mead označil předběžnou zprávu EPA jako “vědecky problematickou” a zdůraznil nutnost dalších testů a zkoušek. Casperova Star-Tribune sdělila 27.12.2011 že odběr vzorků a realizované analýzy neodpovídaly postupům stanoveným samotnou EPA, podle Mika Purcella, ředitele komise Wyoming Water Development Commission.
Studie Massachusetts Institute of Technology z roku 2011 učinila závěr, že “dopady na životní prostředí z těžby břidlicového plynu jsou náročné, avšak zvládnutelné”. Studie se věnovala kontaminaci podzemní vody a uvádí: “Byly obavy, že frakování může ovlivnit a proniknout mělké horizonty s vodou a kontaminovat je kapalinou používanou k frakování, avšak nezískaly se důkazy, že by k tomu došlo”. Studie vysvětluje známé případy kontaminace metanem jako důsledek malého počtu aktivit provedených s nízkým technickým/odborným standardem a zdůrazňuje, že by pro tyto účely měly být využité nejlepší technické postupy, aby se předešlo takovým událostem.

## Ekonomické situace
Ačkoliv břidlicový plyn se získával ve Spojených státech amerických déle než 100 let v Apalačské pánvi a v Illinoiské pánvi, vrty byly často jen okrajově ekonomické. Vyšší ceny zemního plynu na počátku 21. století a pokroky v metodách hydraulického frakování a technologie horizontálních vrtů posunuly vrty na břidlicový plyn k větším ziskům. V červnu 2011 se objevily veřejné pochybnosti o ekonomické úspěšnosti těchto vrtů. Břidlicový plyn může být dražší než plyn z konvenčních vrtů z důvodu nákladů procesu hydraulického frakování nutného k uvolnění břidlicového plynu a nákladů na horizontální vrtání. Na druhé straně, vrty na břidlicový plyn se vyznačují menším rizikem chybného umístění.[zdroj?]
Severní Amerika má vedoucí roli ve vývoji technologie těžby a v produkci břidlicového plynu. Zvláště velký ekonomický úspěch v oblasti Barnett Shale v Texasu inspiroval vyhledávání dalších zdrojů břidlicového plynu v USA a v Kanadě.[zdroj?]
Průzkum globálního trhu s břidlicovým plynem v roce 2011 poskytl hodnotu $26,66 bn., odpovídající 26,66 miliardám amerických dolarů.
Avšak hodnocení průmyslových zpráv (e-mailů) a interních dokumentů novinami New York Times v červnu 2011 zjistilo, že finanční výsledky nekonvenční těžby břidlicového plynu mohou být nižší, než se dříve uvažovalo, vzhledem k tomu, že těžební společnosti záměrně nadhodnocovaly produkci svých vrtů a velikost zásob plynu